# Dương Văn Tính
Dương Văn Tính là Thiếu tướng Công an nhân dân Việt Nam. Ông hiện giữ chức vụ Cục trưởng Cục Công nghệ thông tin, Bộ Công an Việt Nam.

## Tiểu sử
Ngày 25 tháng 7 năm 2018, Đại tá, Tiến sĩ Dương Văn Tính, Phó Giám đốc Công an tỉnh Bắc Kạn được bổ nhiệm giữ chức vụ Giám đốc Công an tỉnh Bắc Kạn.
Từ ngày 1 tháng 7 năm 2020, Đại tá Dương Văn Tính được điều động bổ nhiệm giữ chức vụ Giám đốc Cục Công nghệ thông tin, Bộ Công an Việt Nam. Thay thế ông giữ chức vụ Giám đốc Công an tỉnh Bắc Kạn là Đại tá Hà Văn Tuyên, Giám đốc Công an tỉnh Lai Châu.
Tháng 10 năm 2020, ông mang quân hàm Thiếu tướng Công an nhân dân.

## Lịch sử thụ phong quân hàm
- Đại tá
- Thiếu tướng (2020)